# 慶山 (資政院)
慶山（？—？），佟佳氏，属蒙古八旗。清朝末年官員，立憲派人士。

## 生平
吉林设省时，慶山曾任旗务处总理。他曾任“吉林府二品衔分省试用道”，此後任吉林谘议局副议长，曾到北京参加國會請願運動。他是清朝資政院議員。